# 原子蒸气激光同位素分离

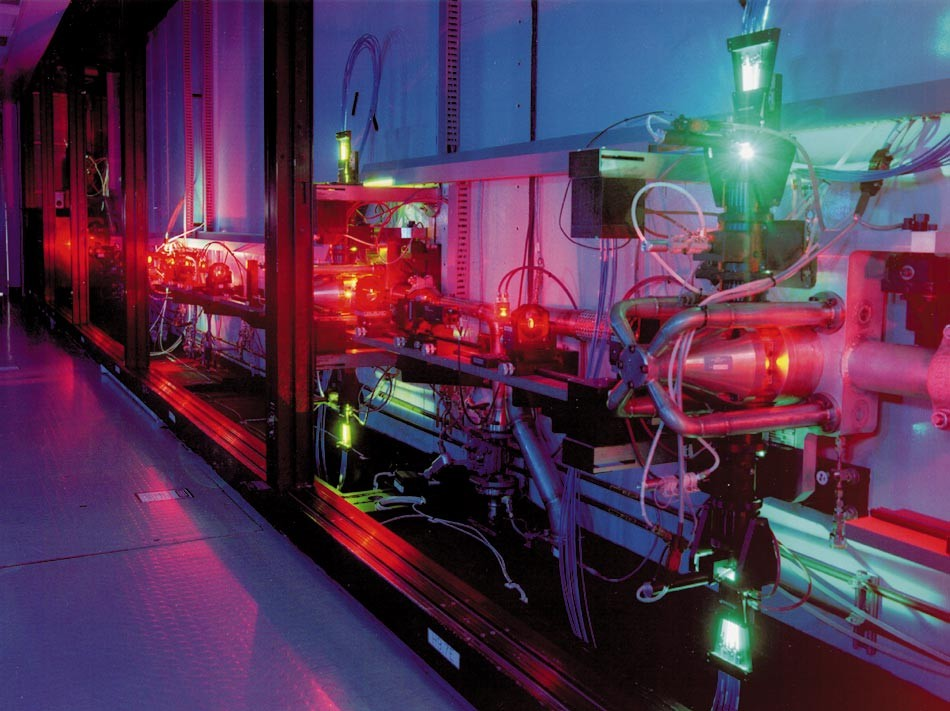
劳伦斯利弗莫尔国家实验室(LLNL)内的一套原子蒸气激光同位素分离装置。图中发出绿光的装置为铜蒸气泵浦激光器，它作为泵浦能量源驱动精密调谐波长的染料激光器（橙色光束）

原子蒸气激光同位素分离法，也称AVLIS，为一种选择性电离元素（通常是铀）中特定质量的同位素，实现同位素分离的方法。其使用特殊工作波长的调谐激光，原理基于不同质量的同位素吸收光谱存在同位素位移。
较之气体离心法，AVLIS能够实现更低的能耗与更高的分离效率。其分离过程也能减少传统法所带来的较大放射性废料排放量。
另一种与其类似的技术利用激光分离分子而非原子，被称为分子激光同位素分离工艺（MLIS）。

## 原理
由于它们的超精细结构差异，235U与238U的吸收光谱存在细微不同：238U的吸收峰位于502.74nm，而235U的吸收峰则移动至502.73nm。AVLIS过程使用可调谐染料激光，这种激光的中心发射波长能被准确调谐，使混合物中的235U吸收光子跃迁至激发态，产生光致游离并电离成离子。电离出的235U离子束被静电场偏置方向进入收集装置，而中性的238U则不受电场影响无碍通过。
一套完整的AVLIS系统由铀蒸发系统、激光系统与尾料收集器组成。铀蒸发系统通常由大功率条带式或扫描式电子束枪组成，打到混合物靶上的能量大于2.5 kW/cm，生成高纯度的气态铀元素。

## 激光激发
通常情况下，AVLIS使用的激光器由两级组成：铜蒸气激光器（CVL）与可调脉冲染料激光器。前者的作用是染料激光器的泵浦光源。铜蒸气激光器作为波长、模式可调谐的主振荡器提供窄线宽、低噪声与高波长稳定性的种子光源。 它的输出功率被作为光放大器的染料激光器放大，并最终照射至铀蒸汽样品上。需要指出的是在AVLIS过程中235U原子并非被直接电离，而是吸收一个小于电离能的光子到达激发态，再吸收第二、第三个光子的能量完成电离的逐级电离过程。因此AVLIS的激光装置需三个不同波长的激光照射铀蒸气以完成三光子电离。
分离其它元素的原子蒸气激光同位素（如对锂的同位素分离）通常采用窄线宽的可调谐半导体激光器。

## 商业化与国际意义
在1994年，在美国政府史上规模最大的联邦技术转移过程中，AVLIS流程被转让至美国浓缩公司（United States Enrichment Corporation）并实现商业化。但在投资了一亿美元资金后，美国浓缩公司在1996年6月9日取消了AVLIS技术的生产计划。
当前某些国家仍然在持续研究推进AVLIS技术与配套工艺，并使国际社会对核技术监管提出了挑战。 根据目前的公开资料显示，伊朗曾经秘密开展过AVLIS技术的研究计划。但在2003年被曝光后，伊朗政府声称该计划所涉及的实验设施已被拆除。

## 工艺简史
公开文献来源显示，AVLIS技术最早于1970年代初分别被前苏联与美国同时发明。在美国，尽管有数个国家实验室参与了AVLIS的早期研究，其主要研究工作实由劳伦斯利弗莫尔国家实验室负责进行。包括澳大利亚（1982-1984）、法国（1984）、印度（1994）与日本（1996）等国家的学术界也陆续发表了可用于AVLIS浓缩铀的可调谐激光器研究。